# Tiszabő
Tiszabő es un pueblo húngaro perteneciente al distrito de Kunhegyes, condado de Jász-Nagykun-Szolnok.

## Superficie
Cuenta con una superficie de 35,04 km².

## Demografía
Hasta 2024 la población era de 2174 habitantes, con una densidad de población de 62,04 hab/km².
| Gráfica de evolución demográfica de Tiszabő entre 2020 y 2024 |
|                                                               |
| Datos según la Oficina Central de Estadística de Hungría.     |